# Richard M. Daley
Pour les articles homonymes, voir Daley.
Richard Michael Daley, né le 24 avril 1942 à Chicago, est un homme politique américain, membre du Parti démocrate et ancien maire de Chicago. Élu à ce poste pour la première fois en 1989, il est réélu en 1991, 1995, 1999, 2003 et 2007. Ayant annoncé en octobre 2010 qu'il ne se représenterait pas, son mandat s'est achevé le 16 mai 2011. Le 22 février 2011, Rahm Emanuel est élu maire de Chicago avec plus de 55 % des voix et lui succède.

## Biographie
Richard Daley est le quatrième de sept enfants et le fils aîné de Richard J. Daley, ancien maire de Chicago et Eleanor Daley. Originaire de Bridgeport, le quartier irlandais de Chicago, Daley est diplômé de l'Institut de La Salle et a obtenu son baccalauréat et diplôme Juris Doctor à l'université DePaul. Avant l'obtention de son diplôme en droit, Daley sert dans la Marine Reserve.
Richard M. Daley est marié à Margaret Daley. Ils ont quatre enfants : Nora, Patrick, Elisabeth et Kevin. Kevin, son deuxième fils était âgé de trente-trois mois quand il est décédé de complications de spina bifida en 1981.
Daley est le frère de William M. Daley, ancien secrétaire du Commerce américain, sous le président Bill Clinton et ancien chef de cabinet de la Maison Blanche sous le président Barack Obama, et de John P. Daley, un commissaire du comté de Cook membre au Conseil des commissaires à laquelle il sert en tant que président des finances.
Daley est un fan des White Sox.

## Carrière politique

### Maire de Chicago (1989-2011)

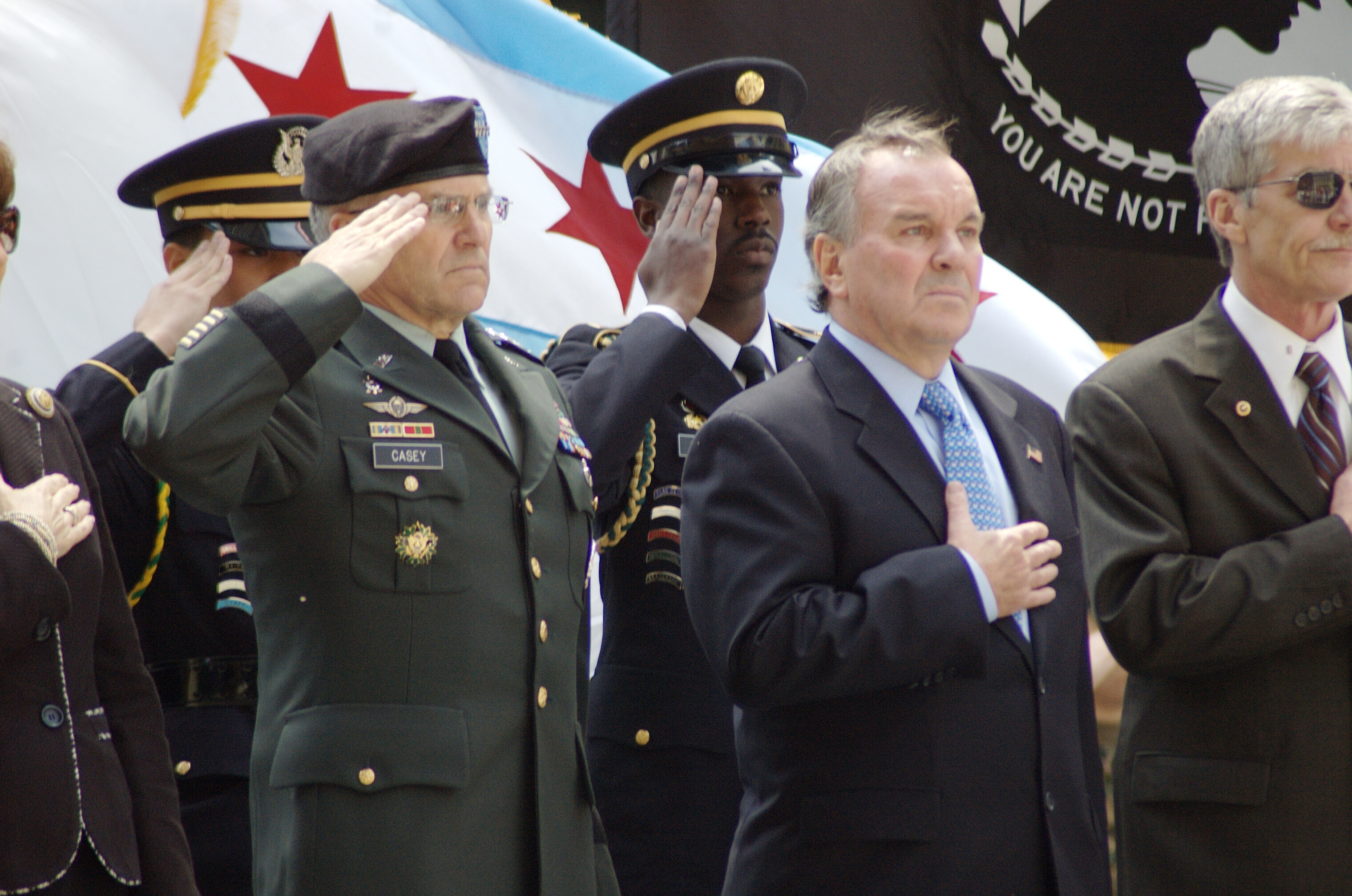
Richard M. Daley durant un serment de loyauté

Son père, Richard Joseph Daley, est maire de Chicago entre 1955 et 1976.
Daley est choisi par le Time le 25 avril 2005 comme étant le meilleur maire des cinq plus grandes villes des États-Unis, et comme ayant du style et de la puissance. Il connaît de nombreuses réussites comme la résurgence dans le tourisme, la baisse drastique de la criminalité, la réhabilitation urbaine et la transformation de nombreux secteurs et quartiers (Near West Side, West Loop, South Loop, River North, New Eastside, Wolf Point, Cabrini-Green, Near South Side ou encore Bronzeville), la modernisation de la Chicago Transit Authority, la construction du Millennium Park, l'agrandissement et la modernisation de l'aéroport international O'Hare, le projet de reconstruction de la Dan Ryan Expressway, la mise en place du système de vélo en libre-service Divvy, le lancement de la construction de la Chicago Spire (projet abandonné en 2008), la mise en place de structures pour la biodiversité et l'environnement ainsi que du développement rapide du North Side de la ville.
Il reçoit plus de 70 % des voix aux élections municipales de 1999, 2003 et 2007, sans grande opposition. Il joue un rôle important dans la sélection de la ville de Chicago pour les Jeux olympiques d'été de 2016.
Il annonce en septembre 2010, qu'il ne sera pas candidat à un nouveau mandat de maire en 2011.

#### Aéroport de Meigs Field
Dans la nuit du 30 mars 2003, le maire Richard Michael Daley a ordonné la destruction de la piste unique de l'aéroport de Meigs Field par une entreprise privée en traçant de larges X au bouteur sur sa surface et ceci sans en avertir les autorités compétentes de l'aviation. Bien que l'excuse du maire Richard Michael Daley fût les attentats du 11 septembre 2001, il tentait de faire fermer l'aéroport depuis 1995 afin qu'il y soit remplacé par un parc public.